# Збірна Палау з футболу
Збі́рна Палау з футбо́лу — національна футбольна команда Палау, якою керує Футбольна асоціація Палау. Палау не входить до ФІФА, проте є асоційованим членом ОФК з 2006 року. У відбіркових іграх до Чемпіонату світу та Кубка націй ОФК участі не бере. Команда грає свої домашні ігри на Національному стадіоні в місті Корор. Збірна збиралася лише 3 рази - в 1987, 1998 та 2014 роках. Збірна займає останнє місце в рейтингу Ело.

## Ігри Мікронезії
- 1998 — третє місце
- 2001 — не брала участь
- 2014 — друге місце

Поїздка у 2014 р. частково фінансувалася за рахунок краудфандингу

## Всі матчі збірної Паплау
Всі матчі, окрім одного, відбулися в рамках регіонального турніру Ігри Мікронезії.
| Дата            | Суперник                    | Результат | Місце зустрічі | Турнір                         |
| --------------- | --------------------------- | --------- | -------------- | ------------------------------ |
| 28 березня 1987 | Вануату                     | 2:6       | Корор, Палау   | Клубний чемпіонат Океанії 1987 |
| Липень 1998     | Понпеї                      | 7:1       | Палау          | Ігри Мікронезії 1998           |
| Липень 1998     | Яп                          | 7:1       | Палау          | Ігри Мікронезії 1998           |
| 1 серпня 1998   | Гуам                        | 2:15      | Палау          | Ігри Мікронезії 1998           |
| 2 серпня 1998   | Північні Маріанські Острови | 2:11      | Палау          | Ігри Мікронезії 1998           |
| 25 липня 2014   | Понпеї                      | 1:3       | Палау          | Ігри Мікронезії 2014           |
| 26 липня 2014   | Чуук                        | 5:0       | Палау          | Ігри Мікронезії 2014           |
| 28 липня 2014   | Яп                          | 2:2       | Палау          | Ігри Мікронезії 2014           |
| 29 липня 2014   | Понпеї                      | 1:3       | Палау          | Ігри Мікронезії 2014, Фінал    |